# Bitnja vas
Bitnja vas je naselje v Občini Mokronog - Trebelno.